# Качићи
Качићи (мађ. Kacsics; лат. Cacich) били су једна од најутицајнијих хрватских племићких породица и једна од „племства дванаест племена” Краљевине Хрватске описаних у Pacta conventa и Супетарском картулару. Историјски извори помињу чланове ове породице као племиће на подручју Лучке жупаније у Задарско-биоградском залеђу (12—16. вијек), као кнежеве Омиша (12. и 13. вијек) и као господаре Макарске ривијере (15. и 16. вијек). Друга истакнута града Качића, била је дио угарског племства и до ње су се разгранале многе породице, укључујући породицу Сечењи.
Чланови омишког огранка били су познати по гусарству на Јадранском мору, сукоби са Млетачком републиком, па су чак били и оптужени за патаренску јерес. Макарској грани припадао је хрватски пјесник и фрањевац Андрија Качић Миошић, чије је дјело Разговор угодни народа словинског (1756), било једно од најпопуларнијих хрватских књижевних дјела дуже од једног вијека. Значајни чланови угарске гране били су банови Хрватске и Славоније.

## Етимологија
Назив породице води поријекло од словенске ријечи кача, што је регионализам за змију. На основу етимологије, вјероватно је да су угарски Качићи (Kacsics) прије словенског, него угарског поријекла. Латински извори наводе називе као што су  and Kazzeti. Име Качић разликује се од сличних имена других племићких породица, као што су Кашићи (Chasich) и његови деривати (Kasig, Kasige).

## Историја
Качићи се могу пратити до Pacta conventa, споразума из 1102. (или касније), према којем су Качићи једно од дванаест хрватских племићких племена (родова) која су прихватила угарског краља Коломана за новог краља Хрватске. Представљао их је комит Јурај Качић. Према Супетарском картулару, Качићи су били једно од шест племена која су бирала банове који су, заузврат, бирали новог краља у случају када претходни краљ премине без свог потомства.
За први помен Качића узима се 1165, када је византијски хроничар Јован Кинам навео да је под византијску власт дошло 57 градова у Хрватској и Далмацији, као и „народ Качића”. Качићи су углавном евидентирани у оквиру купопродајних уговора и земљишних спорова или као свједоци. Први експлицитно поменути племићи као припадници рода Качића 1182. били су Мирош Качић (1166—1182) и његов сина Доброш, раније и Мирошев отац Тољен (1164—1166), судија из Тиња, Толиш Качић са синовима Јурајем и Дешком, Премко Качић са синовима Драгошом и Приблисавом, а вјероватно Отра са сином Драгославом.
Качићи су поријеклом из задарског залеђа недалеко до ријеке Крке, а када је краљ Петар Крешимир IV загосподарио Паганијом, неки чланови породице су се вјероватно преселили у подручје између Цетине и Неретве. Друштвена разлика између племићких Качића у задарско-билогорском залеђу и кнежевских Качића из Омиша остаје непозната, али се те двије породице сматрају сродницима. Најјасније утврђена веза је племић Ходимир, који се помиње у повељи цркве Светог Петра у Бубњанима код Тиња, чији је син Никола био омишки кнез.
Качићи су у 12. и 13. вијеку посједовали земљу у задарском залеђу, на ширем подручју Тиња, Надина, Качине Горице, Кокићана и Камењана. Од средине 14. до 15. вијека њихов посјед се проширио на Поднадин, Бистровину, Бутину, Качину Горицу, Суховарам, Гргурицавас и Крнезу, као и ширу околину тих села. Средиште рода било је у Надину, за поједину у Задру, Нину и можда Пагу, гдје се помиње dominum Caçigh. Према Марковићу, почетком 11. вијека западно од Надина је владало племе Лапчан, а на истоку породица Качић. Презиме Качић се налазило у топонимима Качина Горица, Качишћина (наводно друго име за Бистровину), Качићић (Chacichich) и Качић.
У 14. вијеку чланови породице почињу да се идентификују породичним именима са придјевом de generatione Cacich. У наредном периоду Качићи се могу пратити кроз три породице. Од 15. до 17. вијека један огранак се насељава на ширем подручју Цазина и Босанске Крупе, гдје је 1487. дошло до спора између њих и племићке породице Бабонић. Посљедњи помен надинских Качића датира из 1527, када је Шимун био у задарској тврђави, након притиска османског освајања.

## Омишки огранак
Први познати омишки кнез Никола помиње се, заједно са родбином и поданицима, у мировном уговору са Котором из 1167. године. Власт и самосталност кнеза Николе била је довољно јака да 1180. погуби сплитског надбискупа Рајнерија. Породични политички утицај у то вријеме обухватао је Брач и Хвар, а Бревко (Бренти, Бречко, Breueco) — такође из рода Качића — био је претходни шибенички жупан (iupanus). Надбискуп Рајнерије, који је такође служио византијском цару Манојлу I као представнички гувернер Хрватске, био је умијешан у спор око имања у околини Мосора. conte Nicola Aprico, који је идентификован у два сплитска спорна насеља током 1178—1179, сматра се истим кнезом Николом. Никола је 1190. склопио мировни уговор са Дубровником. Као и уговор са Котором из 1167, уговор са Дубровником је омогућио сигурну и слободну пловидбу дубровачким бродовима од Молуната до Оребића (Трестеница).
Чини се да је подручје Омишке кнежевине обухватало острва Брач, Хвар и Вис, а вјероватно у неком тренутку и Корчулу, али је неизвјесно да ли је земљиште обухватало приморске Пољице и Жрновницу на сјеверу и Макарско приморје на југу. У 13. вијеку средиште кнежевине био је Омиш, а уз титулу омишког кнеза (комит) извори помињу и титулу кнеза за острва. У 13. вијеку се помињу појмови Качићи и Омишани, што је понекад отежавало поуздану идентификацију припадника рода. Међутим, изгледа да су кнежевске титуле носили само Качићи. Остварили су висок степен самосталности од средишње власти и наметнули име Омиша и Качића цијелој регији.
Качићи и Омишани скопили су мир са Млетачком републиком 1208, а браћу Десислава, Радоша, Драгана, Богдана и Синка у документу помиње кнез Себена. Међутим, у фебруару 1215, Качићи су први пут поменути у вези гусарства. Угарски краљ Андрија II је 1220. запријетио одмаздом краљевске војске кнезу Малдучу и његовим рођацима, ако се не оконча гусарство и јерес. Папа римски Хонорије III је у мају 1221. послао легата Аконција грађанима Сплита, као и другим градовима, да спријечи гусарство и брани крсташе. Папа је 1222. тражио помоћ од Дубровчана против дјелства босанских јеретика и омишких гусара. Његови напори, као и настојања сплитског надбискупа Гунцела, резултирали су привременим мировним уговорима са Качићима Омишанима (Cacecli Almesiani).
Млечани су 1232. навели да Дубровник не смије да прими Качиће и Омишане, а ако би Млетачка република послала бродове против Качића, Дубровник мора да се придружи Млечанима са пловилом од најмање 50 људи.
Никола Ходимиров и Прибислав Малдучев затражили су јемство у мају 1239. за Омишане који су убили дубровачког племића Грубешу и опљачкали његов брод. Такође су пристали да плате одштету за личну имовину која је опљачкана. У Омишу исте године, кнез Никола и његова родбина су склопили мир између Захумља и Сплита, пристали да плате штету насталу раније током године када је Малдушов нећак Тољен опустошио Сплит. Међутим, одштета за Тољеново пустошење није исплаћена, што је довело до сукоба наредне године. Након неуспјешног напада на Омиш, сплитска војска је заузела Брач у првој половини 1240. године. Сукоб се наставио све до мировног уговора којим су браћа Осор препустила бродове Сплиту и одустала од пљачке. То је било и вријеме сплитског потестаса Гаргана, као и Малдучевих синова Прибислава и Осора на Хвару и Брачу.
У марту 1244, цар Светог римског царства Фридрих II запријетио је сукобом са Омишанима због штете нанијете дуж апулијске обале. У марту 1245. кнез Никола Ходимиров, са 100 Омишана и кнежевима Прибиславом, Осором, Јурајем, Радошем (Богдановим), Сломиром и Проданом (Драгановим), склапа уговор са Дубровником. Према уговору из 1245, ако би краљ позвао Качиће и Омишане у помоћ у нападу на Дубровник, они би одговорили са најмањим могућим снагама.
Јурај је пружио помоћ од 1252. до 1254. српском краљу Стефану Владиславу у рату са Дубровником, јер је био ожењен Стефановом ћерком. Угаски краљ Бела IV и бан Стјепан ријешили су спор између кнеза Осора и града Трогира око имања у селу Бијаћи. Када је краљ потврдио права Омишана 1258, кнежеви Осор и Радош су названи „краљевским племићима”. Документи из периода 1261—1262. описују споразум којим је Дубровник платио крвну освету рођацима убијених Омишана, који су обећали да Дубровчанима неће наносити никакву штету. Дужд је 1267—1268. упозорио Сплићане на помоћ омишким гусарима. Гусари су 1271. опљачкали брод којим је трански надбискуп путовао у Дубровник. Сличан инцидент догодио се 1273. када су гусари под командом Станоја и Сарацена опљачкали брод кефалинијског бискупа Хенрика.
Сицилијски краљ Карло I потписао је савез са Сплитом и Шибеником против омишких гусара у јуну и септембру 1274. године. Омишани су одговорили савезом са Млетачком републиком у августу, у складу са двадесетогодишњим мировним уговором који су потписали кнежеви Радош, Богдан, Јурај и Семен. То је довело до сукоба и на копну и на мору 1275. године. Дјелатности у посредним годинама су непознате, осим што су у априлу 1278. острва Хвар и Брач признала млетачку власт, а Омиш 1281. године.
Крајем 13. вијека омишка грана Качића била је укључена у политику моћнијих власти. Њихова мјесна насљедна олигархија је нестала, али су Качићи вјероватно наставили да живе у том крају. Рат са Млетачком републиком крајем 1270-их и почетком 1280-их довео је до губитка Омиша у корист кнежева из племићке породице Шубића. Омишки Качићи се посљедњи пут помињу 1294, када су Млечани писали Дубровчанима тражећи одштету од дубровачких власти које нису послале наоружани брод против омишких гусара. Није познато да ли је Иван, син Матеја Качића, био у роду са Омишким Качићима. Послије тога, Качићи се више не помињу.

### Познати чланови
- Никола Качић (Nicola kenesius Alemyscii), влада између око 1167. и око 1180.[6]
- Себена Качић, Малдуч Качић, Радош Качић и Богдан Качић.[6]
- Јурај[6] или Ђуро Качић, зет српског краља Стефана Владислава (вл. 1234—1243).[23]

## Макарски огранак
У изворима из 15. вијека Качићи се јављају на Макарској ривијери (Крајина), највјероватније као потомци омишке гране Качића. Према родослову који се сачувао најпознатији члан породице Андрија Качић Миошић, један огранак породице отишао је у Угарску и тамо се борио са племићком породицом Загар. Вратили су се у Далмацију, један брат у Задар, а други у Шибеник, а посљедња два на Макарску ривијеру, гдје су почели да граде дворце у Градцу и Трпању, као и да се баве гусарством до Апулије.
Први познати члан макарског огранка био је Врсајко. По родослову, породица се разгранала од његовог сина Барана (друга половина 14. вијека). У историјским документима помињу се Баранови синови Вукашин, Вукић, Андријаш и Баран; босански краљ Стефан Остоја је 1417. потврдио права својих вазала Вукашина, Барана и Јураја Вукачића на Макар, Дрвеник, Пасичину, Милуше, Лапчањ (Градачац), која су претходно потврдили босански бан Стефан II и краљ Стефан Твртко I.
У јулу 1452. Грубиша је тражио да његова породица и сви становници Крајине постану млетачки вазали. Млетачка је прихватила захтјев, потврдила њихове старе обичаје, дозволила оснивање утврђења и луке у Макару и опростила старија насиља. Тако су се Качићи и становници Крајине о свом трошку борили између ријека Неретве и Цетине, а давали порез Млетачкој.
Млетачки поузданик на Хвару извијестио је 1498. о османској припреми 25 бродова за морски напад на Крајину и Качиће. Сљедеће године су постали османски поданици. Сплитски монарх је 1500. извијестио Млетачку да су Османлије заробили неколико сплитских делегата, који су безбједно стигли у Мостар само захваљујући кнезу Јурју Марковићу, османском поданику и млетачком пријатељу. Марковић је писао из Макарске у Млетачку да је био кнез петнаест година и увијек пријатељ Млечана. У Марковићевој збирци и архиву, Д. Папалић је пронашао хрватску редакцију Љетописа попа Дукљанина.
За вријеме османске владавине Качићи се само дјелимично помињу, али су ту и даље живјели. Од почетка 17. вијека поново се могу пратити у документима, али као чланови породице више огранака који потичу од приморских кнезова. У 17. и 18. вијеку породица је наставила да се грана и постаје независни род. Њихова имена су обично имала комбинацију са презименом „Качић”, као и титулу „конте”.
Према родослову, од Вукашинових синова Вукмира, Грубише, Радоја и Радоње настале су три гране. Вукмирови потомци су по насељу постали познати као Качићи из Градца, а Радоњини и Грубишини као Качићи из Бриста. Из прве гране настали су Јурчевићи, Вискићи (Виско), Стипићи, Пекићи (Пеко) и Бартоловићи (старији Сладојевићи), док су из друге гране потекли Миошићи, Алексићи (Алесићи), Жарковићи и Баришићи (Барешићи). Огранак Качић-Бартоловић или само Бартоловић је члан Хрватског племићког друштва, које је основано 1995. године.
Од Барановог сина Вукића, у Котишини, потекли су Терзићи, Шимуновићи (изумрли у 17. вијеку), Марковићи, а вјероватно и Бегићи. Од Барановог сина Андријаша настали су Шиљићи (Шиље), Перићи, Кларевићи (Чавелићи), Баше (Башићи) и Филипчевићи). Качићи из Макара су се подијелили на Андријашевиће и Митровиће. Од Барановог сина Барана потекли су Барановићи.

### Познати чланови
- Бартул Качић Жарковић (1572—1645), макарски бискуп од 1615. до 1645.[26]
- Петар Качић Шиље (око 1606—1661), макарски бискуп од 1646. до 1660.[27]
- Павао Качић Баришић (ум. 1721), провинцијал фрањевачке провинције Босна сребрена од 1693. до 1696.[28]
- Антун Качић (1686—1745), трогирски бискуп од 1722. до 1730. и сплитски надбискуп од 1730. до 1745.[29]
- Андрија Качић Миошић (1704—1760), фрањевац и пјесник.[5]
- Јурај Пашкал Терзић Качић (1740—1820), каноник и пјесник[30]
- Павао Клемент Миошић Качић (1786—1837), сплитско-макарски бискуп од 1829. до 1837.[31]
- Петар Пеко Качић (1830—1918), фрањевац и етнограф.[32]

## Угарски огранак
Неколико научника сматрало је да су угарски Качићи можда били потомци омишких Качића. Помињу се почетком 13. вијека, у сјеверним жупанијама Ноград, Шалго и Халоко.
Први поменути племићи су браћа Миховил и Шимун Качић, војвода Трансилваније (1209—1212; 1215) и бан Славоније (1212; око 1213—1218). Шимун је учествовао у убиству краљице Гертруде од Мераније 24. септембра 1213, због чега му је угарски краљ Андрија II одузео имање.
Међу присталице Андрије II у његовој побуну против старијег брата, а затим и краља Емерика, можда су се убрајали Качићи. У намјери новог краља да прошири свој круг присталица, неким чланова породице су вјероватно додијељена имања у Угарској. Веза између угарских и омишких Качића препозната је првенствено у помињању Шимуна Качића у документу са оцем Николом и браћом Јаковом из 1178, и са браћом Бориславом и Богданом и осталим члановима породице у документу из 1190. године.
У наредне двије или три генерације, род се разгранао у неколико лоза и породица. Прво Зађвафеи, Либерчеи и касније Либерчеи Томпоши, Либерчеи Радо, Филеки, Оздини, Етре, Кечеи/Берзенцеи, Холокеи, Шалгои и Бејеи. Миховилов син Фалкош (1255) држао је посједе у Сечењу и Нограду, а био је и оснивач рода Либерчеи, из којег су произашли моћни Счењи, Гереб од Вингарте и Фаркаш од Сесармеа. Сечењима је припадао Коња, бан Хрватске (1366—1367), док је Геребима припадао Матија, такође бан Хрватске (1483—1492).
Чланови рода прихватили су превласт Матије III Чака, једног од мајмоћнијих олигарха краљевина, око 1300. године; само један од њих, Томас Сечењи, био је присталица краља Карла I. Посљедично, краљ му је додијелио посједе својих рођака послије побједе над олигарсима.

### Познати чланови
- Миховил Качић (ум. послије 1228), војвода Трансилваније од 1209. до 1212, бан Славоније 1212. године.
- Шимун Качић (ум. послије 1228), бан Славоније 1213, војвода Трансилваније 1215.
- Фаркаш, господар пехарник за Краљицу 1298, отац Томаса Сечењија
- Шимун Качић (ум. послије 1327), комит Секеља од 1321. до 1327.
- Коња Сечењи (ум. послије 1367), бан Хрватске од 1366. до 1367.
- Матија Гереб (ум. 1489), бан Хрватске од 1483. до 1489.